# Mynntjärnen
Mynntjärnen är en sjö i Bollnäs kommun i Hälsingland och ingår i Ljusnans huvudavrinningsområde. Sjön har en area på 0,0803 kvadratkilometer och ligger 169,1 meter över havet.

## Delavrinningsområde
Mynntjärnen ingår i det delavrinningsområde (679603-152388) som SMHI kallar för Utloppet av Mynntjärnen. Medelhöjden är 199 meter över havet och ytan är 1,36 kvadratkilometer. Det finns inga avrinningsområden uppströms utan avrinningsområdet är högsta punkten. Vattendraget som avvattnar avrinningsområdet har biflödesordning 3, vilket innebär att vattnet flödar genom totalt 3 vattendrag innan det når havet efter 60 kilometer. Avrinningsområdet består mestadels av skog (84 procent). Avrinningsområdet har 0,09 kvadratkilometer vattenytor vilket ger det en sjöprocent på 6,4 procent.